# Макфадън срещу Сони Мюзик
Дело C-484/14 Макфадън срещу Сони Мюзик (Tobias Mc Fadden срещу Sony Music Entertainment Germany GmbH) е дело от практиката на Съда на Европейския съюз, с решението си по което Съдът постановява, че съгласно европейската нормативна уредба, съдържаща се в Директива 2000/31/ЕО на Европейския парламент и на Съвета от 8 юни 2000 г., лице, което стопанисва магазин и предлага безплатен публичен достъп до Wi-Fi мрежа с цел привличане на вниманието на потенциални клиенти към стоките или услугите на магазина, не носи отговорност за нарушения на авторски права, извършени от потребител на тази мрежа, и че притежателят на авторските права не може да иска от такъв доставчик обезщетение за вреди с мотива, че мрежата е била използвана от трети лица за нарушаване на правата му. Решението обаче допуска на лице, предоставящо публичен достъп до Wi-Fi мрежа, да му бъде разпоредено да защити мрежата си с парола, за да предотврати или прекрати такива нарушения.
В решението си Съдът констатира, че предоставянето на безплатен достъп до Wi-Fi мрежа в търговски обект с цел привличане на клиенти и предизвикване на интерес към стоките и услугите, предоставяни в търгоския обект, представлява услуга на информационното общество по смисъла на Директивата. От лицето, което предоставя такъв достъп, не може да се търси съдебна отговорнист, когато някой потребител на мрежата осъществи пренос на данни, който нарушава нечии авторски права, но само ако предлаганата от собственика на Wi-Fi мрежата услуга се състои в „обикновен пренос“ („mere conduit“) на информация. В този случай изключването на отговорността на доставчика важи само ако са изпълнени три кумулативни условия, а именно: 1) доставчикът не трябва да започва пренасянето на информация, 2) той не трябва да подбира получателя на пренесената информация и 3) той не трябва да подбира или променя пренасяната информация.